# 忠岡町立東忠岡小学校
忠岡町立東忠岡小学校（ただおかちょうりつ ひがしただおかしょうがっこう）は、大阪府泉北郡忠岡町にある公立小学校。

## 概要・沿革
忠岡町には従来、忠岡町立小学校（現在の忠岡町立忠岡小学校）1校のみが設置されていた。しかし町立小学校は町西部にあったため、町東部在住児童の通学は国道26号や南海本線の線路を横断して2km以上の道のりを歩くことになり、通学面での負担や安全面での不安が指摘されていた。
1950年代に入り忠岡町立小学校の学校規模が過大になったことや、また町東部に町営住宅や府営住宅が多く建設されて東部地域在住の児童数が増加したことを受け、町東部に小学校を分離新設してほしいという要望が強まった。
要望を受け、町東部に小学校を分離新設することが決定した。忠岡町馬瀬40番地（現在地）に校地を選定し、忠岡町のうち南海本線の線路より東側を校区とする忠岡町立東忠岡小学校として1957年に開校した。2・3年生が忠岡町立小学校より転入し、3年生以下の児童で開校している。
東忠岡小学校開校に伴い、従来の忠岡町立小学校は忠岡町立忠岡小学校に校名変更をおこなっている。

## 通学区域
- 泉北郡忠岡町 忠岡東1-3丁目、馬瀬1-3丁目、北出1-3丁目、高月南1-3丁目、高月北1丁目、高月北2丁目。

卒業生は基本的に忠岡町立忠岡中学校に進学する。

## 卒業生
- 前田健太 - プロ野球広島東洋カープ投手[1]
- 西谷岳文 - 日本の元ショートトラックスピードスケート選手

## 交通
- 南海本線 忠岡駅から東へ700m。